# Ozyptila ladina
Ozyptila ladina (лат.) — вид пауков семейства Пауки-бокоходы (Thomisidae). Встречается в Европе (Италия). Длина тела около 3 мм (длина самцов 2,6 мм, самок 3,1). Основная окраска коричневая со светлыми отметинами. Встречаются на склонах от 2000 до 2300 м.
Голени первой пары ног вентрально с двумя парами шипов; волоски заострённые или булавовидные. Педипальпы самцов с тегулярным апофизом, эпигинум с чехлом. Первые две пары ног развернуты передними поверхностями вверх, заметно длиннее ног третьей и четвёртой пар. Паутину не плетут, жертву ловят своими видоизменёнными передними ногами.